# Суржикова Катерина Іванівна
Катерина Іванівна Суржикова (*29 березня 1956, Москва, СРСР) — радянська та російська співачка.

## Дискографія
- «Всё, что было» миньон (1978)
- «Катя Суржикова и группа Вечный двигатель» (1981)
- «Дикая роза» (1988)
- «Не спи, дорогой» (1997)